# Wálter Herrmann
Wálter Herrmann (Venado Tuerto, 26 juni 1979) is een Argentijns voormalig basketballer.

## Carrière
In 1996, op 17-jarige leeftijd, begon hij te spelen in de hoogste divisie van Argentinië (de Liga Nacional de Básquetball). Hij speelde tot 2000 voor Olimpia Venado Tuerto, en verhuisde toen naar Atenas Córdoba, waar hij speelde tot 2002, het jaar waarin hij de prijs voor beste speler van de competitie won.
In 2002 verhuisde hij naar Europa en werd gecontracteerd door het Spaanse team Fuenlabrada in de ACB League. Het volgende seizoen zit hij bij Club Baloncesto Málaga. In 2004 maakte hij deel uit van het Argentijnse nationale team dat de gouden medaille won op de Olympische Spelen van Athene.
In de zomer van 2006 komt Herrmann in de NBA terecht door een contract te tekenen bij de Charlotte Bobcats, zonder door de draft te zijn gegaan. Zijn eerste seizoen was positief, met een scoringsgemiddelde met dubbele cijfers, en zijn geweldige laatste seizoen leverde hem een nominatie op in het tweede rookie-team van het jaar. In het midden van het volgende jaar werd hij verhandeld aan de Detroit Pistons, maar bij de Pistons daalden Hermann's minuten en cijfers sterk.
In juli 2009 keert hij terug naar Spanje, naar Saski Baskonia: aan het einde van het seizoen wint hij de ACB League met de Baskische club.

## Erelijst
- 2x Spaans landskampioen: 2006, 2010
- 1x Spaans bekerwinnaar: 2005
- 1x Braziliaans landskampioen: 2015
- 2x Argentijns landskampioen: 2002, 2016
- 1x Intercontinental Cup: 2014
- 1x NBA All-Rookie: 2007
- Olympische Spelen: 1x
- FIBA AmeriCup: 1x
- Zuid-Amerikaans landskampioenschap: 2x
- Goodwill Games: 1x